# Prowincja Loroum
Prowincja Loroum – jedna z 45 prowincji w Burkina Faso.
Ma powierzchnię ponad 3,5 tys. km². W 2006 roku mieszkało w niej prawie 143 tysiące ludzi. W 1996 roku na jej terenach zamieszkiwało ponad 111 tysięcy mieszkańców.